# Squier Venus
La Squier Venus, communément appelé Fender Vista Venus, est une guitare électrique, modèle signature de Courtney Love, co-designée par cette dernière et Fender Custom Shop. À sa sortie en 1997, les musiciennes Love et Bonnie Raitt étaient les seules femmes possédant une guitare signature.

## Conception
Au lancement de la Squier Venus, Joe Carducci, à l'époque directeur marketing de Fender, a déclaré à propos de cette guitare "Ce nouveau modèle a déjà suscité beaucoup d’engouement, non seulement chez les femmes guitaristes, mais aussi chez les hommes. La Venus offre des caractéristiques uniques avec une tonalité incroyable pour tous les joueurs de guitare qui sont à la recherche d'une gratte qui est différente."
Courtney Love s’inspira des guitares les plus emblématiques de sa carrière pour créer le design de cette guitare. La forme de la Squier Venus est donc basée sur les guitares Mercury, Fender Stratocaster et Rickenbacker 425. Deux configurations ont été créés, la Squier Venus qui possède six cordes et une de douze cordes, appelée Squier Venus XII. Lors de sa sortie, la Squier Venus coutait 699,99 $ et la Venus XII, 999,99 $. Elle est retirée du catalogue de Squier à la fin 1998.